# Premio Goya
Il premio Goya è il più importante riconoscimento cinematografico spagnolo, attribuito annualmente dall'Academia de las Artes y las Ciencias Cinematográficas alle personalità del mondo del cinema che si sono maggiormente distinte nel proprio settore.

## Caratteristiche
Il premio consiste in un busto in bronzo di Francisco Goya. La scelta del famoso pittore sembra dovuta a due fattori: è un artista conosciuto a livello internazionale la cui opera in certi casi ricorda il cinema e il suo nome è corto e facile da ricordare.
La cerimonia di consegna dei premi ha luogo a fine gennaio o nei primi giorni di febbraio secondo il modello del premio Oscar, così come accade anche in Italia con il David di Donatello.

## Storia
I premi vennero istituiti nel 1987, un anno dopo la fondazione dell'Academia de las Artes y las Ciencias Cinematográficas (8 gennaio 1986), e la prima cerimonia di premiazione ebbe luogo il 16 marzo 1987 al Teatro Lope de Vega di Madrid. Nella prima cerimonia furono premiate 15 categorie (successivamente esse sono diventate 28).
La prima scultura che si consegnò era opera dello scultore spagnolo Miguel Berrocal: si trattava di una scultura smontabile, dalla testa di Goya usciva una cinepresa a forma di mappa di Spagna.
Come spesso accade in occasioni di premiazioni cinematografiche o dei festival, anche la storia del premio Goya non è stata esente da episodi attinenti alla vita politica e civile. Nel 2003, molte personalità del cinema approfittarono della cerimonia di consegna dei premi per manifestare il dissenso nei confronti della politica del governo di José María Aznar di sostegno all'invasione statunitense dell'Iraq.
L'anno successivo, l'associazione delle vittime del terrorismo indisse una manifestazione per protestare contro l'inclusione tra i film candidati ai premi del lungometraggio documentario di Julio Medem La pelota vasca che secondo i contestatori equiparava le vittime del terrorismo ai loro assassini.

## Categorie
- Miglior film (Mejor película)
- Miglior regista (Mejor dirección)
- Miglior attore protagonista (Mejor interpretación masculina protagonista)
- Migliore attrice protagonista (Mejor interpretación femenina protagonista)
- Miglior attore non protagonista (Mejor interpretación masculina de reparto)
- Migliore attrice non protagonista (Mejor interpretación femenina de reparto)
- Miglior attore rivelazione (Mejor actor revelación)
- Migliore attrice rivelazione (Mejor actriz revelación)
- Miglior regista esordiente (Mejor dirección novel)
- Migliore sceneggiatura originale (Mejor guión original)
- Migliore sceneggiatura non originale (Mejor guión adaptado)
- Miglior produzione (Mejor dirección de producción)
- Miglior fotografia (Mejor fotografía)
- Miglior montaggio (Mejor montaje)
- Miglior colonna sonora (Mejor música original)
- Miglior canzone (Mejor canción original)
- Miglior scenografia (Mejor dirección artística)
- Migliori costumi (Mejor diseño de vestuario)
- Miglior trucco e acconciatura (Mejor maquillaje y peluquería)
- Miglior sonoro (Mejor sonido)
- Migliori effetti speciali (Mejores efectos especiales)
- Miglior film d'animazione (Mejor película de animación)
- Miglior documentario (Mejor película documental)
- Miglior film europeo (Mejor película europea)
- Miglior film straniero in lingua spagnola (Mejor película extranjera de habla hispana)
- Miglior cortometraggio di finzione (Mejor cortometraje de ficción)
- Miglior cortometraggio documentario (Mejor cortometraje documental)
- Miglior cortometraggio d'animazione (Mejor cortometraje de animación)
- Premio Goya alla carriera (Goya de Honor)

## Record

### Film
Tre film sono riusciti a vincere tutti e cinque i premi "maggiori" (film, regista, attore, attrice e sceneggiatura): ¡Ay, Carmela! di Carlos Saura nel 1991, Ti do i miei occhi di Icíar Bollaín nel 2004 e Mare dentro di Alejandro Amenábar nel 2005.
I film che hanno vinto il maggior numero di premi sono i seguenti:
- 14 premi (su 15 candidature): Mare dentro di Alejandro Amenábar (nel 2005)
- 13 premi (su 15 candidature): ¡Ay, Carmela! di Carlos Saura (nel 1991)
- 12 premi (su 13 candidature): La società della neve di Juan Antonio Bayona (nel 2024)
- 10 premi 
  - (su 18 candidature): Blancanieves di Pablo Berger (nel 2013)
  - (su 17 candidature): La isla mínima di Alberto Rodríguez (nel 2015)
- 9 premi
  - (su 17 candidature): Belle Époque di Fernando Trueba (nel 1993)
  - (su 14 candidature): Pa negre di Agustí Villaronga (nel 2011)
  - (su 12 candidature): Sette minuti dopo la mezzanotte di Juan Antonio Bayona (nel 2017)
- 8 premi
  - (su 14 candidature): Il re stupito di Imanol Uribe (nel 1992)
  - (su 19 candidature): Días contados di Imanol Uribe (nel 1995)
  - (su 10 candidature): Nessuno parlerà di noi di Agustín Díaz Yanes (nel 1996)
  - (su 15 candidature): The Others di Alejandro Amenábar (nel 2002)
  - (su 16 candidature): Cella 211 di Daniel Monzón (nel 2010)
  - (su 10 candidature): Las brujas de Zugarramurdi di Álex de la Iglesia (nel 2013)
- 7 premi
  - (su 8 candidature): Tesis di Alejandro Amenábar (nel 1997)
  - (su 12 candidature): Il cane dell'ortolano di Pilar Miró (nel 1997)
  - (su 18 candidature): La niña dei tuoi sogni di Fernando Trueba (nel 1999)
  - (su 14 candidature): Tutto su mia madre di Pedro Almodóvar (nel 2000)
  - (su 9 candidature): Ti do i miei occhi di Icíar Bollaín (nel 2004)
  - (su 13 candidature): Il labirinto del fauno di Guillermo del Toro (nel 2007)
  - (su 14 candidature): The Orphanage di Juan Antonio Bayona (nel 2008)
  - (su 13 candidature): Agora di Alejandro Amenábar (nel 2010)

### Persone

#### Registi
Il premio per il miglior regista è stato vinto tre volte da Fernando León de Aranoa e due volte da Fernando Trueba, Pedro Almodóvar e Alejandro Amenábar. León de Aranoa e Amenábar hanno vinto anche il premio per il miglior regista esordiente, mentre tutti e quattro sono stati premiati almeno una volta anche in veste di sceneggiatore e Amenábar ha vinto anche come compositore della colonna sonora.

#### Attori
Gli attori, senza distinzione di sesso e di categoria (attore, attore non protagonista, rivelazione), che hanno vinto il maggior numero di premi sono i seguenti:
- 6 premi: Javier Bardem (cinque come attore protagonista e uno come attore non protagonista)
- 4 premi:
  - Carmen Maura (tre come attrice protagonista e uno come attrice non protagonista)
  - Verónica Forqué (due come miglior attrice protagonista e due come miglior attrice non protagonista)
- 3 premi:
  - Penélope Cruz - (due come attrice protagonista e uno come attrice non protagonista)
  - Fernando Fernán Gómez - (due come attore protagonista e uno come attore non protagonista)
  - Luis Tosar - (due come attore protagonista e uno come attore non protagonista)
  - Juan Diego - (uno come attore protagonista e due come attore non protagonista)
  - Laia Marull - (uno come attrice protagonista, uno come attrice non protagonista e uno come attrice rivelazione)

#### Altre categorie
- Il premio per la miglior fotografia è stato vinto 6 volte da Javier Aguirresarobe e 5 da José Luis Alcaine.
- Il premio per il miglior montaggio è stato vinto 3 volte da Pablo del Amo e José Salcedo.
- Il premio per la miglior scenografia è stato vinto 5 volte da Félix Murcia e 4 da Gil Parrondo.
- Il premio per i migliori costumi è stato vinto 5 volte da Javier Artiñano e 4 da Yvonne Blake.
- Il premio per la miglior colonna sonora è stato vinto 10 volte da Alberto Iglesias e 6 da José Nieto.
- Il premio per la miglior produzione è stato vinto 4 volte da José Luis Escolar.